# Spoorlijn Elmshorn - Westerland
De spoorlijn Elmshorn - Westerland, beter bekend als Marschbahn, is een in Sleeswijk-Holstein gelegen hoofdspoorlijn die het station Elmshorn en het schiereiland Sylt met elkaar verbindt als spoorlijn 1210 onder beheer van DB Netze. De naam Marschbahn werd afgeleid van het verdronken land en de geesten bij de hoger gelegen delen. Het traject van Hamburg-Altona naar Westerland heeft een lengte van 237 kilometer.

## Geschiedenis

### tot 1920
De Glückstadt-Elmshorner Eisenbahn-Gesellschaft begon kort na ingebruikname van het traject Hamburg-Altona – Kiel op 18 september 1844 met de bouw van het traject van Elmshorn naar het havenstation Glückstadt dat op 20 juli 1845 werd geopend. Twaalf jaar later volgde op 15 oktober 1857 een spoorverlenging van het traject van Elmshorn naar het havenstation Glückstadt en werd een nieuw traject aangelegd tussen Gluckstadt en tot de Stör bij Itzehoe. In 1866 ging het gebied, waar de spoorlijn ligt, van Deense naar Pruisische soevereiniteit over. In 1878 werd een draaibrug over de Stör in gebruik genomen die in 1910 bij spoorverdubbeling vervangen werd door twee klapbruggen.
Op 1 november 1878 werd het traject van Itzehoe naar het station Heide van de Westholsteinische Eisenbahn-Gesellschaft verlengd. In Heide bestond aansluiting op het traject Neumünster – Heide – Tönning. Op het voorplein van Heide reed vanaf 1905 de Kreisbahn Norderdithmarschen naar onder andere Hennstedt en Dellstedt.
Op 1 januari 1879 werd de Glückstadt-Elmshorner Eisenbahn hernoemd tot de Holsteinische Marschbahn-Gesellschaft, die op zijn beurt in 1888 hernoemd werd tot de Schleswig-Holsteinische Marschbahn-Gesellschaft. Elmshorn werd daarbij het belangrijkste spoorwegknooppunt van het hertogdom Holstein.
Op 1 juli 1890 werd de onderneming door de Pruisische staat overgenomen en ontstond er een samenwerking met de Altona-Kieler Eisenbahn-Gesellschaft, met hoofdkantoor in Altona.
In 1886 begon de verdere bouw van het traject waarbij op 1 september 1886 Lunden werd bereikt. Met de bouw van de Eiderbrücke bij Friedrichstadt kwam de verbinding met Husum en de aansluiting op het traject Traject Flensburg – Husum – Tönning tot stand. Zo werd in 1887 het traject van Itzehoe naar Husum in noordelijke richting op 17 oktober 1887 tot Bredstedt en op 15 november 1887 tot Niebüll geopend. Vanaf 1887 liep de Marschbahn van Niebüll over Tondern (Tønder) met aansluiting naar Tingleff (Tinglev) naar de havenplaats Hoyer-Schleuse (Højer). Van Hoyer-Schleuse bestond een veerverbinding naar Sylt.
In Bredebro bestond aansluiting naar Lügumkloster (Løgumkloster) en vanaf 1901 verder met de Apenrader Kreisbahn naar Apenrade (Åbenrå), Scherrebek (Skærbæk) met aansluiting op de Haderslebener Kreisbahn) van Ripen (Ribe) tot Bramming waar een aansluiting op het hoofdnet van de Danske Statsbaner tot stand kwam.

### 1920 tot 1926
Door de grenscorrectie van 1920 kwam de grens tussen Niebüll en Tønder te liggen. De gebruikers van de spoorlijn van Hamburg naar Sylt moesten toen tweemaal de Duits-Deense grens passeren. Dit vormde de directe aanleiding om een dam van het vasteland bij Klanxbüll naar het oosten van het eiland Sylt aan te leggen. Door deze dam werd het eiland Sylt verbonden met de vaste wal en werd het een schiereiland.
Het oude traject van Wilster tot Brunsbüttelkoog en op de noordzijde naar Brunsbüttel Nord werd omgebouwd. Bovendien werd een deel van het noordelijk traject samen met het in 1881 geopende lokaalspoortraject Sankt Michaelisdonn – Marne – Friedrichskoog gescheiden bediend. Deze lijnen werd speciaal voor het vervoer van suikerbieten aangelegd en later werd ook personenvervoer toegestaan.

### 1927 tot 1948
Een grote verandering was de op 1 juni 1927 geopende Hindenburgdamm. Hierdoor kreeg Westerland een tweede station, namelijk het station van de Deutsche Reichsbahn. De Sylter Inselbahn verloor hierdoor vervoer van Munkmarsch naar Westerland omdat ook de veerboot tussen Hoyer-Schleuse en Munkmarsch opgeheven werd.
Het enkelsporige traject van Niebüll naar Tønder werd gedegradeerd tot lokaalspoorlijn. De treinen van het traject van Flensburg naar Niebüll reden toen ter vervanging door naar Süderlügum bij de Duits-Deense grens.

### 1948 tot nu

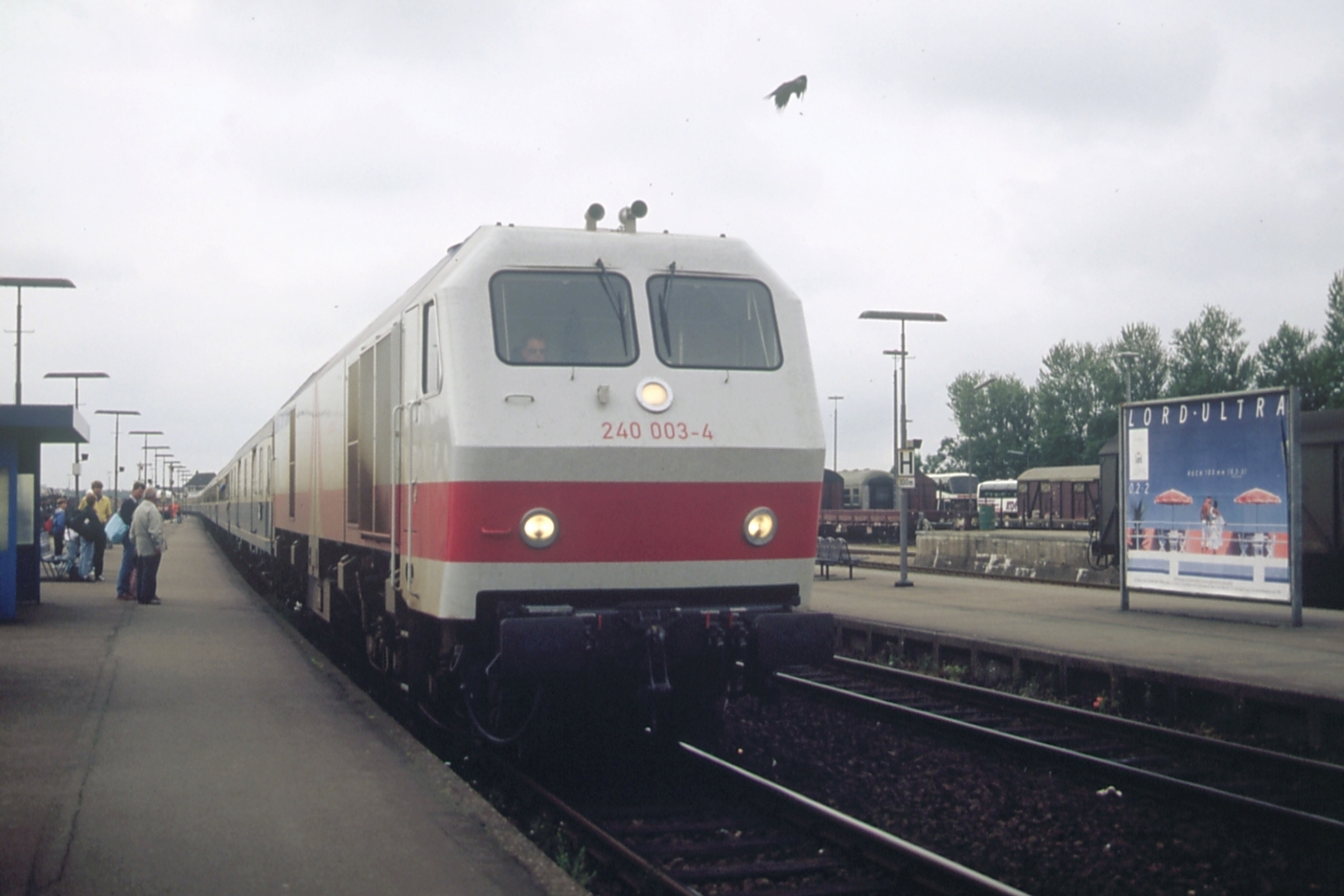
Proeflocomotief Baureihe 240 in Niebüll

Na de Tweede Wereldoorlog werden vooral in het zomerseizoen veel treinen naar Westerland (Sylt) ingelegd. De meeste van deze treinen kwamen uit Zuid-Duitsland en uit de richting Keulen en het Ruhrgebied; ze werden als D-trein aangeduid en stopten onderweg van Hamburg naar Westerland ook in stations als Elmshorn, Glückstadt en Friedrichstadt.
Tot in de jaren zeventig gebruikte de DB voor dit traject sterke stoomlocomotieven van de Baureihe 01.10. Deze werden afgelost door diesellocomotieven van de Baureihe 218 die vaak in dubbeltractie rijden om de stroomvoorziening van de trein met airconditioning te verzorgen.
Op 3 september 2009 werd door een harde wind een beladen vrachtwagen tussen Niebüll en Westerland van de SyltShuttle gewaaid. Bij dit ongeval viel een dode en twee gewonden te betreuren.

### Grensvervoer
Het grensoverschrijdent personenenvervoer van Niebüll naar Tønder en verder naar Esbjerg bestond alleen nog tijdens het zomerseizoen uit enkele doorgaande rijtuigen. De Bundesbahn gaf in 1981 ook deze relatie op. In 2000 werd het grensoverschrijdend personenenvervoer van Niebüll naar Tønder gereactiveerd en alleen uitgevoerd met speciale ritten. Van Niebüll tot Süderlügum reden er sporadisch goederentreinen.
Sinds 1961 werden op het traject van Sankt Michaelisdonn naar Marne en Friedrichskoog opnieuw goederentreinen. In de jaren tachtig van de 20e eeuw werd het traject tussen Friedrichskoog en Marne afgebroken.

## Hochbrücke Hochdonn

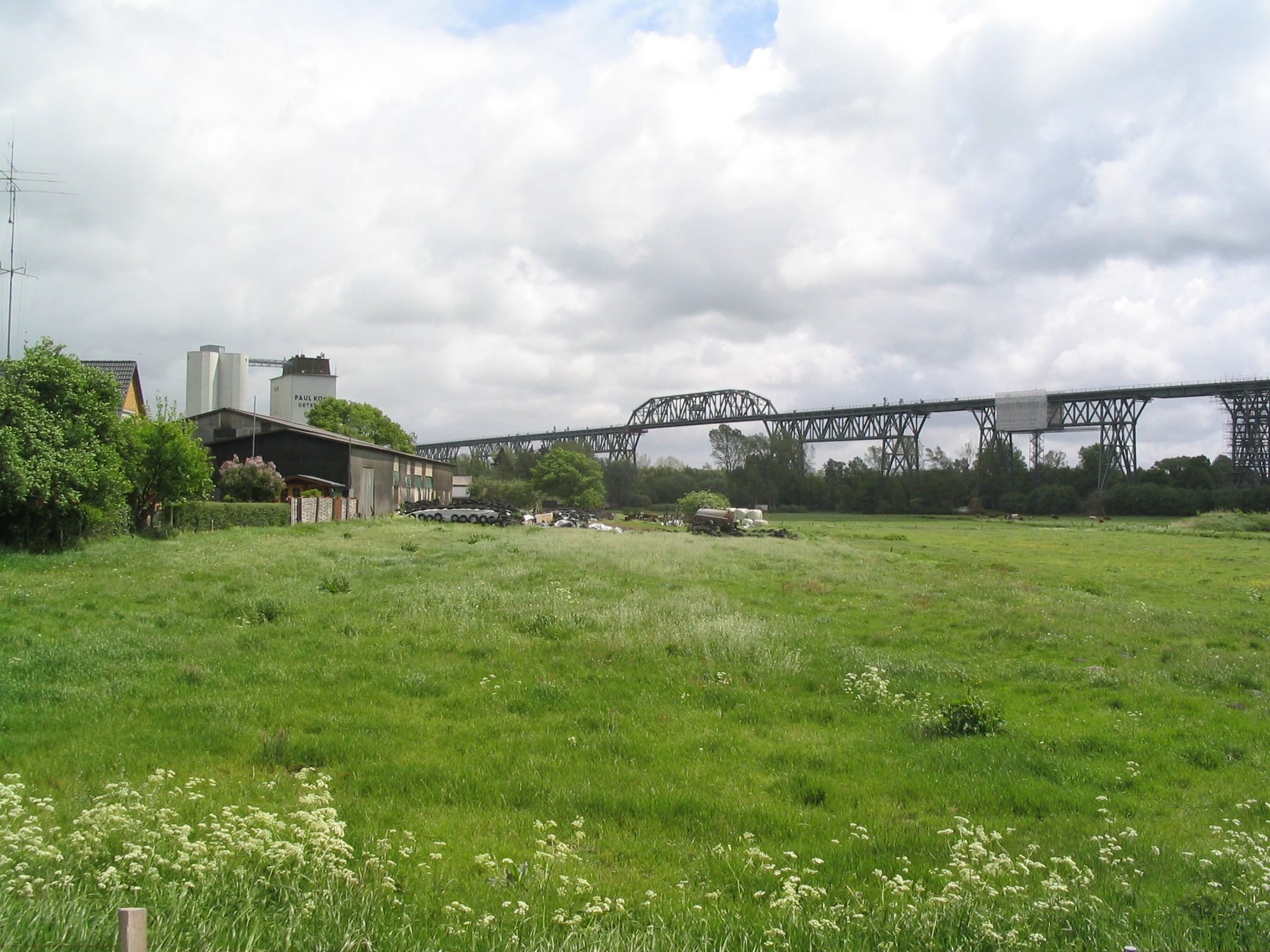
Hochbrücke bij Hochdonn

Oorspronkelijk liep de Marschbahn van Wilster direct naar Sankt Michaelisdonn.
Bij de bouw van het Noord-Oostzeekanaal kreeg het traject bij het gehucht Taterpfahl in de buurt van Sankt Michaelisdonn een draaibrug en bij verbreding van het kanaal in 1920 werd een nieuwe hoge brug bij Hochdonn gebouwd, de Hochbrücke Hochdonn.
Met deze 42 meter hoge brug steekt de Marschbahn het Nord-Ostsee-Kanal over. Het gaat hier om de grootste brug over het kanaal met een overspanning van 143 meter en een totale lengte van 2218 meter. De brug werd in 1920 geopend. Het traject werd door deze aanpassing 5,8 kilometer langer, waardoor de kilometrering van het traject in 1981 opnieuw werd uitgemeten.

## Uitbreiding
Het traject is voor een groot deel dubbelsporig gebouwd. De enkelsporige trajectdelen bevinden zich in de buurt van de kanaalbrug over het Nord-Ostsee kanaal bij Hochdonn, bij de Eiderbrug bij Friedrichstadt, tussen de stations Husum en Husum Nord, tussen Hattstedt en Bredstedt, tussen Niebüll en Klanxbüll en op het schiereiland Sylt tussen Morsum en Westerland.
Alleen op het trajectdeel Hamburg – Itzehoe is de Marschbahn sinds 1998 geëlektrificeerd. Voor de IC-treinen richting Westerland kunnen de locomotieven in Itzehoe of in Hamburg Hauptbahnhof gewisseld worden voor twee in voorspan rijdende diesellocomotieven van de DB-serie 218. Bij de EuroCity-treinen worden deze diesellocomotieven in Hamburg Hauptbahnhof gewisseld voor locomotieven van de DB-serie 218.
Verkeersminister Dietrich Austermann van de deelstaat Sleeswijk-Holstein kondigde in 2007 de uitbouw aan met een tweede spoor van het trajectdeel tussen Niebüll en Klanxbüll.

## Treindiensten

### Goederenvervoer
Vooral op het zuidelijke trajectdeel van de Marschbahn vindt goederenvervoer plaats. Van Brunsbüttel worden vooral chemische producten en steenkool in de richting van Hamburg en Neumünster en naar Kiel vervoerd. In Hemmingstedt, zuidelijk van Heide, zorgt een olieraffinaderij voor veel goederenvervoer. Een cementfabriek in Lägerdorf bij Itzehoe wordt regelmatig per spoor bediend. Op het noordelijke trajectdeel van de Marschbahn rijden de goederentreinen naar Westerland. De vervoerders van goederen zijn vooral Railion Deutschland, de Osthannoversche Eisenbahnen en CFL Cargo Deutschland (ex-neg). Meestal worden diesellocomotieven van de DB-serie 295 ingezet, maar diesellocomotieven van andere series worden in Itzehoe gewisseld voor elektrische locomotieven.

### DB
Het langeafstandpersonenvervoer wordt als vanouds verricht door treinen van de Deutsche Bahn. De dagelijkse Intercity/Eurocity-treinen rijden van Westerland (Sylt) naar Hamburg Hauptbahnhof en doen het station van Hamburg-Altona niet aan. In Itzehoe vindt de wisseling van diesel- op elektrische tractie plaats. Toen waren er ook doorgaande rijtuigen die in Niebüll door de trein van de Nordfriesische Verkehrsbetriebe AG (NVAG) werden meegenomen naar Dagebüll.

### NOB

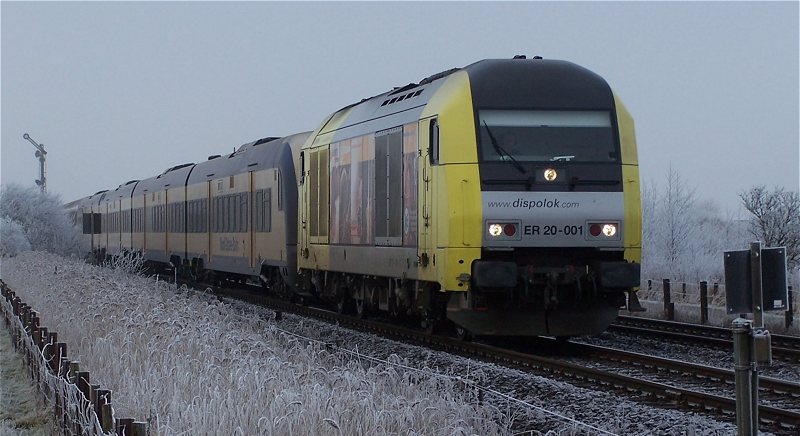
een gehuurde ER 20 met NOB Marschbahn-Express van Westerland naar Hamburg-Altona

De bedrijfsvoering voor het regionaal personenvervoer tussen Hamburg-Altona en Sylt werd in 2002 opnieuw aanbesteed door de deelstaat Sleeswijk-Holstein en in 2003 gegund aan de Nord-Ostsee-Bahn (NOB). Deze aanbesteding ging op 11 december 2005 in voor een periode van zes jaar. Dit was tot dusverre de grootste opdracht van de particuliere onderneming Veolia Transport (vroeger Connex) in Duitsland.
Het concept voorziet in een uurdienst met weinig stops tussen Hamburg Altona en Husum met nieuw door Bombardier ontwikkelde wagenstammen. Deze wagenstammen bestaan uit een stuurstandrijtuig, een aantal tussenwagons en een eindwagon. Alleen in de werkplaats is het mogelijk de samenstelling van een wagenstam te veranderen. Verder is er een uurdienst met Talent-treinstellen tussen Itzehoe en Husum. Het regionale personenvervoer tussen Hamburg-Altona en Itzehoe wordt verzorgd door de DB en de NOB.
Op het traject van Hamburg naar Westerland (Sylt) zijn op treinen van de NOB ook de vervoersbewijzen van de Schleswig-Holstein-Tarifs en de Schleswig-Holstein-Ticket geldig.
| Serie    | Treinsoort                          | Route | Bijzonderheden                                                                                 |
| -------- | ----------------------------------- | --- | ---------------------------------------------------------------------------------------------- |
| IC 26    | Intercity (DB Fernverkehr)          | [ [ Westerland (Sylt) – Husum ] / [ Hamburg-Altona ] – Hamburg Dammtor ] / [ Ostseebad Binz – Stralsund Hbf – Rostock Hbf – Bützow – Bad Kleinen – Schwerin Hbf ] – Hamburg Hbf – Hamburg-Harburg – Lüneburg – Uelzen – Celle – Hannover Hbf – Göttingen – Kassel-Wilhelmshöhe – [ Marburg (Lahn) – Gießen – Frankfurt (Main) Hbf – Darmstadt Hbf – Bensheim – Weinheim (Bergstraße) – Heidelberg Hbf – Bruchsal – Karlsruhe Hbf ] / [ Fulda – Würzburg Hbf – Ansbach – Augsburg Hbf – [ Buchloe – Kempten (Allgäu) Hbf – Immenstadt – Oberstdorf ] / [ München Ost – Rosenheim – [ Prien a Chiemsee – Traunstein – Freilassing – Berchtesgaden ] / [ Kufstein – Innsbruck Hbf ] ] | Enkele treinen vanaf Binz en Westerland, enkele treinen vanaf Kassel richting Augsburg.        |
| IC/EC 27 | Intercity/Eurocity (DB Fernverkehr) | [ Westerland (Sylt) – Husum – Hamburg-Altona – Hamburg Dammtor – Hamburg Hbf – Büchen – Ludwigslust – Wittenberge – Berlin Spandau ] / [ [ Rostock Hbf – Waren (Müritz) – Neustrelitz Hbf ] / [ Ostseebad Binz – Stralsund Hbf – Greifswald – Züssow – Pasewalk – Angermünde ] – Berlin Gesundbrunnen ] – Berlin Hbf – Berlin Südkreuz – Dresden Hbf – Bad Schandau – Děčín hl. n. – Ústí nad Labem hl. n. – Praha-Holešovice – Praha hl. n. – Pardubice hl. n. – Česká Třebová – Brno hl. n. – Břeclav – Kúty – Bratislava hl. st. – Nové Zámky – Štúrovo – Szob – Nagymaros-Visegrád – Vác – Budapest Keleti                                                                     | 1 trein per dag tussen Westerland en Berlijn, tussen Binz/Rostock en Berlijn alleen 's zomers. |
| IC/EC 30 | Intercity (DB Fernverkehr)          | [ [ Westerland (Sylt) – Husum ] / [ Hamburg-Altona ] – Hamburg Dammtor ] / [ Ostseebad Binz – Stralsund Hbf – Rostock Hbf – Bützow – Bad Kleinen – Schwerin Hbf ] – Hamburg Hbf – Hamburg-Harburg – Bremen Hbf – Osnabrück Hbf – Münster Hbf – Dortmund Hbf – Bochum Hbf – Essen Hbf – Duisburg Hbf – Düsseldorf Hbf – Köln Hbf – Bonn Hbf – Remagen – Andernach – Koblenz Hbf – Mainz Hbf – Mannheim Hbf – [ Heidelberg Hbf – Vaihingen (Enz) – Stuttgart Hbf ] / [ Karlsruhe Hbf – Baden-Baden – Freiburg (Breisgau) Hbf – Basel Bad Bf – Basel SBB – Zürich Hbf – Sargans – Landquart – Chur ]                                                                                  | Enkele treinen vanaf Binz en Westerland tot Stuttgart.                                         |
| RE 6     | RegionalExpress (DB Regio Nord)     | Hamburg-Altona – Elmshorn – Glückstadt – Itzehoe – Husum – Niebüll – Westerland (Sylt) |                                                                                                |
| RB 61    | Regionalbahn (Nordbahn)             | Hamburg Hbf – Hamburg Dammtor – Pinneberg – Elmshorn – Glückstadt – Itzehoe |                                                                                                |
| RB 62    | Regionalbahn (DB Regio Nord)        | Heide (Holst) – Meldorf – St Michaelisdonn – Wilster – Itzehoe |                                                                                                |
| RB 71    | Regionalbahn (Nordbahn)             | Hamburg-Altona – Pinneberg – Elmshorn – [ Wrist ] / [ Itzehoe ] | 's avonds van/naar Itzehoe                                                                     |

## Elektrische tractie
Het trajectdeel van Elmshorn naar Itzehoe werd in 1998 geëlektrificeerd met een spanning van 15.000 volt 16⅔ Hz.

### Gevolgen van de elektrificatie
Met de elektrificatie van het trajectdeel van Elmshorn naar Itzehoe werd eerstens het aanbod van regionaal personenvervoer verhoogd en kon door de DB een uurdienst van Hamburg/Pinneberg naar Itzehoe worden opgezet. Deze treinen bestonden uit Silberling-rijtuigen, ongeverfd of in mintgroen of verkeersrood, gekoppeld aan een elektrische locomotief Baureihe 141 van de DB. Deze elektrische locomotieven zijn inmiddels vervangen door elektrische locomotieven Baureihe 143.
Deze treinen werden ondanks de aanwezigheid van een bovenleiding over een deel van het traject tussen Husum en Hamburg meestal getrokken door twee in voorspan rijdende diesellocomotieven van de DB-serie 218.
Door ingrijpen van de deelstaat Sleeswijk-Holstein die een groot deel van de kosten van de elektrificatie op zich genomen had werd sinds 2001 de tractie van een groot aantal treinen in Itzehoe van elektrisch naar diesel gewisseld. Bij de IC/EC-treinen bleef dit als voorheen in Hamburg Hauptbahnhof gebeuren.
Nadat in 2002 een aanpassing van de diensten van DB-Fernverkehr was doorgevoerd, werd het aanbod van IC-treinen op de Marschbahn gereduceerd tot vier treinen in de zomermaanden en drie treinen in de wintermaanden. De vroegere Super-Eilzüg heet tegenwoordig RegionalExpress en rijdt ieder uur en stopt net als een sneltrein op minder haltes.

## Aansluitingen
In de volgende plaatsen is of was er een aansluiting op de volgende spoorlijnen:
Elmshorn
DB 1211, spoorlijn tussen Elmshorn en de aansluiting Altenmoor
DB 1212, spoorlijn tussen Elmshorn en Elmshorn Hafen
DB 1220, spoorlijn tussen Hamburg-Altona en Kiel
DB 9120, spoorlijn tussen Elmshorn en Bad Oldesloe
Glückstadt
DB 1213, spoorlijn tussen Glückstadt en Glückstadt Hafen
Alsen
DB 1218, spoorlijn tussen Alsen en Lägerdorf
Itzehoe
DB 1221, spoorlijn tussen Wrist en Itzehoe
Wilster
DB 1214, spoorlijn tussen Wilster en Brunsbüttel
Sankt Michaelisdonn
DB 1215, spoorlijn tussen Sankt Michaelisdonn en Brunsbüttel Nord
DB 1216, spoorlijn tussen Sankt Michaelisdonn en Marne
Heide
DB 1042, spoorlijn tussen Neumünster en Heide
DB 1206, spoorlijn tussen Heide en Büsum
DB 1207, spoorlijn tussen Heide en Karolinenkoog
Husum
DB 1011, spoorlijn tussen Jübek en Husum
DB 1012, spoorlijn tussen Rendsburg en Husum
DB 1204, spoorlijn tussen Husum en Tönning
DB 1208, spoorlijn tussen Husum en Flensburg
Husum Nord
DB 1203, spoorlijn tussen Husum Nord en Husum Außenhafen
Bredtstedt
DB 1209, spoorlijn tussen Bredstedt en Löwenstedt
Lindholm
DB 1001, spoorlijn tussen Flensburg-Weiche en Lindholm
Niebüll
DB 1201, spoorlijn tussen Niebüll en Tønder
DB 9100, spoorlijn tussen Niebüll en Dagebüll